# Rumba gallega
La Rumba gallega pertenece a los cantos y danzas llamados cantes de ida y vuelta, como la Habanera, que viajaron desde Cuba a la metrópoli española, para establecerse como géneros musicales cultivados y apreciados por el pueblo español.
Como la Rumba flamenca, la Rumba gallega es originada por una fusión de ciertos elementos de estilo cubanos y españoles. Las características de este nuevo género son similares a las de las nuevas canciones bailables que aparecieron en el área de la Cuenca del Caribe durante el siglo XIX, las cuales fueron el resultado de una combinación de elementos ibéricos y africanos. Este nuevo estilo musical ha sido llamado por Armando Rodríguez Ruidíaz el “Prototipo de la Rumba”, y definido de la siguiente manera: “Aquel producto original, al cual pudiéramos llamar “prototipo de la rumba”, fue el resultado de un proceso de fusión cultural, en el que se combinan componentes europeos tales como el texto, las relaciones tonales (Mayor-Menor), las estructuras melódicas y armónicas, y la forma de copla-estribillo, con patrones rítmicos sincopados y desplazamientos micrométricos de procedencia africana.”

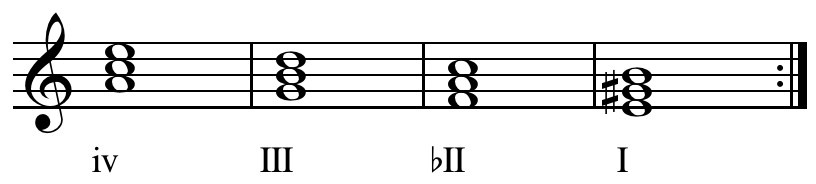
Cadencia andaluza en Mi Frigio.

Tal como en la Rumba flamenca, la melodía en las Rumbas gallegas está basada frecuentemente en la Cadencia andaluza española, mientras que en el acompañamiento se utilizan uno o varios ritmos que son característicos de algunos géneros de la música cubana, como la Guaracha, la Rumba y la Habanera.”

## Origen

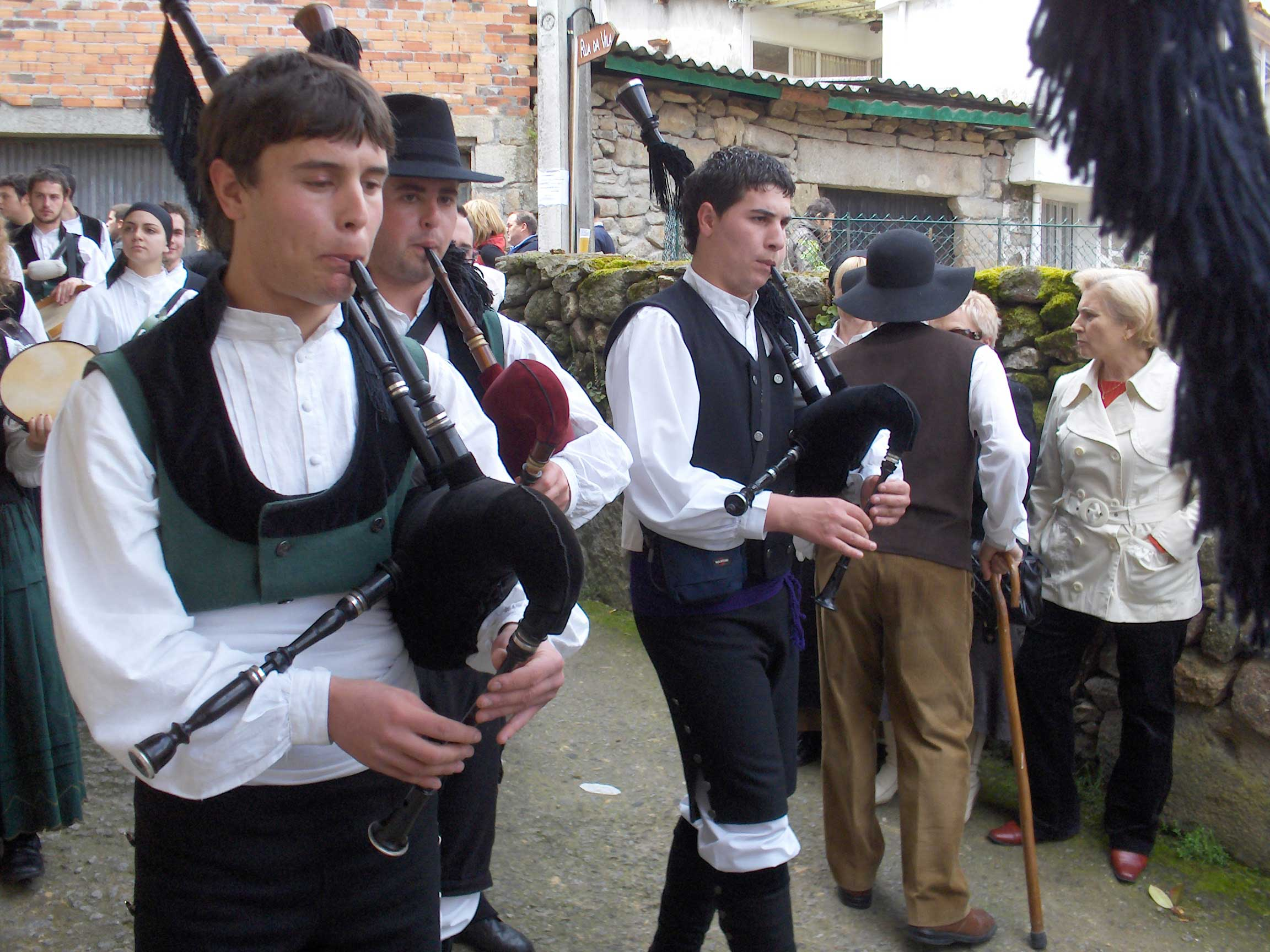
Gaiteros gallegos en una romería

De acuerdo con Miguel Pérez Lorenzo, existen testimonios acerca de la inclusión de la Rumba en el repertorio de la gaita gallega desde el siglo XIX. El también dice en referencia al gaitero orensano Xoan Ferreiro: “Tocaba, imaginamos, las piezas que le escuchaba tocar a su padre, a otros gaiteros, a la banda [de música]… Jerónimo [padre de este gaitero, fallecido en 1940] estuvo emigrado en Cuba hasta cinco años antes de su muerte… esos años en Cuba le sirvieron a D. Jerónimo para incluir en su repertorio rumbas, boleros… que ahora toca D. Xoán”. “Excepto las [piezas] procesionales, que D. Xoán interpretaba, bien en la misa, bien ‘detrás del Santo en la procesión’, el resto de las piezas eran ante todo para que la gente bailase en las fiestas y romerías”.

## Diversificación y popularización
Debido a su origen popular, las rumbas gallegas son atribuidas frecuentemente a autores desconocidos, y al igual que a las Muiñeiras y otros géneros tradicionales, se les denomina generalmente con el nombre del pueblo o la región donde son recogidas, tal como: Rumba de Eo, Rumba de Mallou, Rumba de Cerqueira, Rumba de Anxeriz o Rumba de Vergara. También se les denomina con el nombre del autor, si éste es conocido, o de una persona a la cual hayan sido dedicadas, como por ejemplo la Rumba de Juanito do Carballal, la Rumba de Pucho, o la Rumba Sabeliña. 
La introducción de la rumba en Galicia está estrechamente ligada a la creación, durante la primera mitad del siglo XX, de agrupaciones musicales llamadas “charangas” o “murgas”. Estas, a diferencia de las agrupaciones tradicionales gallegas como los conjuntos de pandeiretas o de gaita y percusión, incluyeron en el grupo típico otros instrumentos no tradicionales, como el clarinete, el saxofón, el acordeón y la guitarra, además de una amplia selección de instrumentos de percusión.
Más recientemtnte, se han producido en Galicia algunas grabaciones de rumbas gallegas en las que se acentúa el componente cubano. Entre éstas podemos señalar la versión de la “Rumba dos cinco mariñeiros” del grupo Muxicas, donde se aprecia claramente el ritmo de la clave cubana en el acompañamiento, así como la grabación de la misma pieza por el gaitero Carlos Núñez junto al legendario grupo irlandés “The Chieftains”, acompañados esta vez por un grupo instrumental netamente cubano.